# Kommissionierautomat

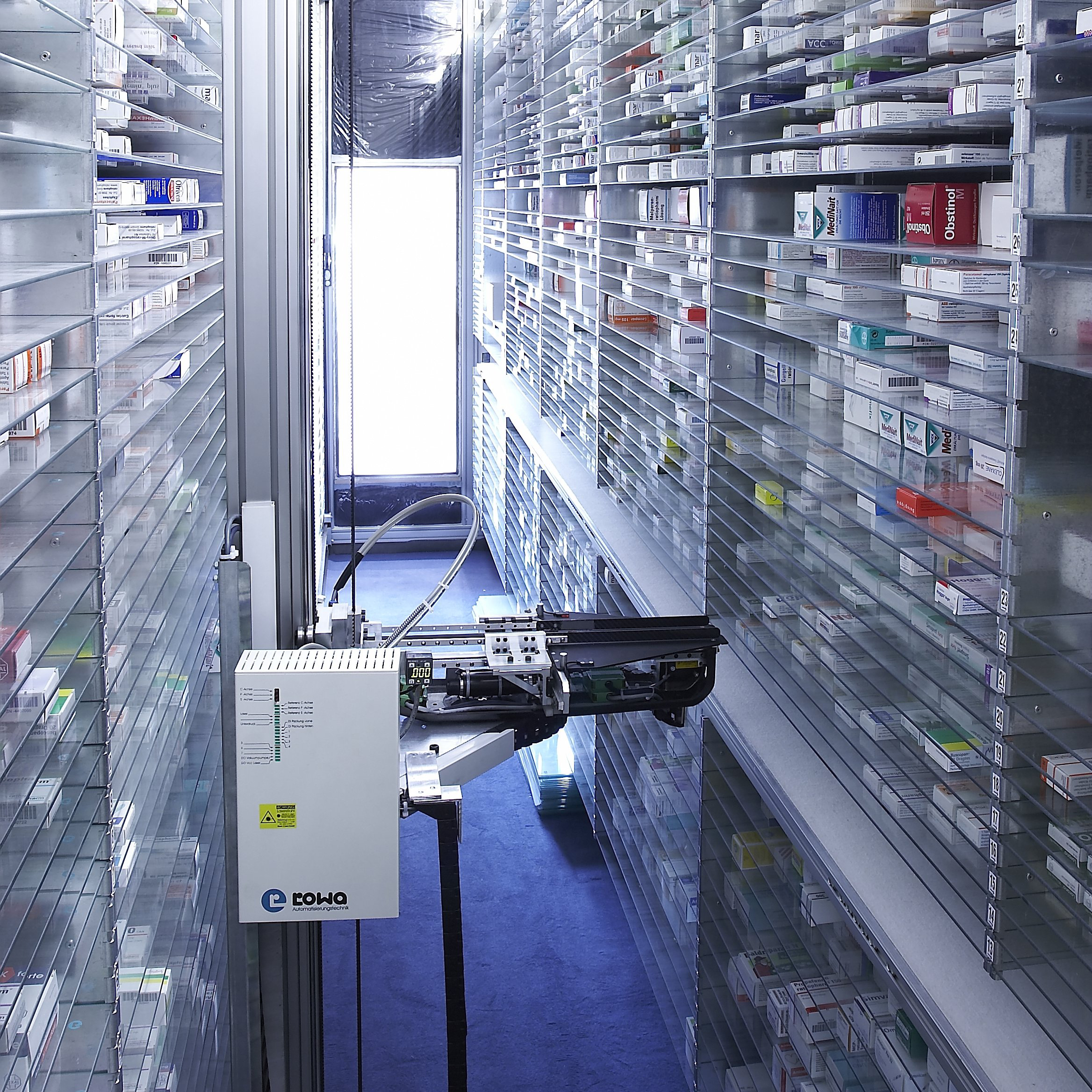
Innenansicht eines Apotheken-Kommissionierautomaten

Ein Kommissionierautomat transportiert in Apotheken die vom Personal via Warenwirtschaftssystem angeforderten Präparate aus einem Lager an den bedienenden Mitarbeiter. Hersteller von Kommissionierautomaten führen für deren Einsatz an, dass die gewonnene Zeit zur Kundenberatung genutzt werden kann.

## Lagerung
Im Unterschied zu den apothekenüblichen Schubsäulen, in denen die Präparate alphabetisch gelagert werden, basieren die sogenannten Kommissionierautomaten auf einem chaotischen bzw. dynamischen Lagerprinzip. Hierbei werden die Packungen nicht nach dem Alphabet, sondern nach Höhenklassen geordnet abgelegt. Dadurch kann man deutlich kompakter als in Schubsäulen lagern.

## Arbeitsweise mit dem Automaten
Die angelieferte Ware wird in der Regel an einer Eingabestation eingescannt und anschließend maschinell in Höhe, Tiefe und Breite vermessen. Bei Bedarf können auch Verfallsdaten eingegeben werden. Über ein Förderband und mit einem Greifer wird die Ware in den Kommissionierautomaten transportiert und dort durch ein Handhabungsgerät an einem freien Lagerplatz entsprechend der Größe der Packung abgelegt. Hierbei gibt es Systeme, die mit der sogenannten Saugtechnik arbeiten und andere, die mit Backengreifern arbeiten. Beim Backengreifer ergeben sich Geschwindigkeitsvorteile durch Multipick- und Kombipickfunktionalitäten. Einige Systeme bieten überdies die Option einer vollautomatischen Einlagerung an, bei der die Präparate nur noch ausgeschüttet werden müssen. Der Automat übernimmt dann das maschinelle Vermessen und Scannen.
Verlangt ein Kunde ein bestimmtes Präparat, wird dieses vom Handverkaufstisch aus über das Warenwirtschaftssystem angefordert. Bei Anforderung eines Produktes über die Kasse wird nach dem FIFO-Prinzip (first in-first out, also älteste Ware zuerst) das gewünschte Medikament ausgegeben. Während der Automat das Präparat auslagert und über Fördertechnik zum Handverkaufstisch transportiert, bleibt der Mitarbeiter beim Kunden.